# Belgian American Educational Foundation
De Belgian American Educational Foundation (BAEF) ontstond na de Eerste Wereldoorlog uit de Commission for Relief in Belgium om de wederopbouw in België te ondersteunen met fondsen van de VS. Uit de CRB ontstond nadien de Universitaire Stichting die op haar beurt twee dochterorganisaties had: het Nationaal Fonds voor Wetenschappelijk Onderzoek (NFWO; momenteel FWO-Vlaanderen) en de BAEF. Deze laatste stichting is een instantie die de uitwisseling van studenten en wetenschappers tussen de VS en België op financieel en logistiek gebied ondersteunt. De "Universitaire Stichting" (University Foundation) met bijhorende "Club van de Universitaire Stichting" is een overkoepelende organisatie die de twee zusterorganisaties tot op de dag van vandaag verbindt. 
Zowel het FWO-Vlaanderen, de BAEF als de Club van de Universitaire Stichting zijn gevestigd in de Egmontstraat in Brussel. 
De eerste president van de BAEF was de latere president van de VS, Herbert Hoover. De huidige president is professor ridder Emile Boulpaep. De huidige voorzitter van de Club van de Universitaire Stichting is professor baron Jacques Willems.
Vermeldenswaardige alumni van de BAEF:
- burggraaf Paul van Zeeland, voormalig eerste minister (1920);
- professor Georges Lemaître (1924);
- professor burggraaf Gaston Eyskens, voormalig eerste minister (1926);
- professor Corneel Heymans, Nobelprijslaureaat (1927);
- professor Alfred Errera (1928);
- professor Albert Claude, Nobellaureaat (1929);
- Jean-Charles Snoy et d'Oppuers (1929);
- professor Sylvain Plasschaert (1953);
- professor Lydia Deveen, voormalig staatssecretaris (1953);
- professor burgraaf Mark Eyskens, voormalig eerste minister (1956);
- Emile Boulpaep (1964);
- Alexander De Croo (2002);
- Thomas Dermine (2011);
- Audrey Hanard (2011).